# Geronimo Gerardi

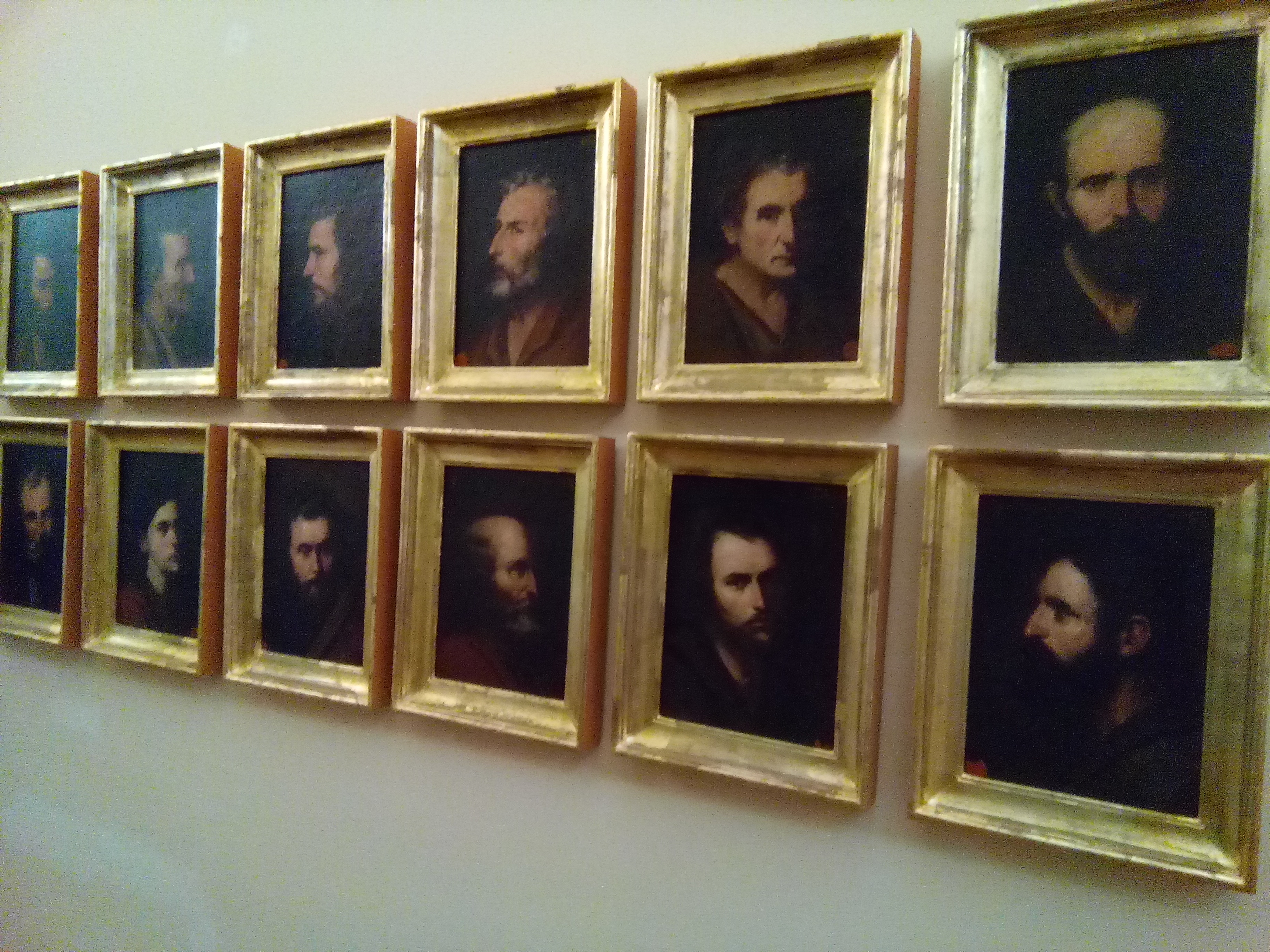
La serie dei dodici apostoli,conservati al museo Pepoli di Trapani.

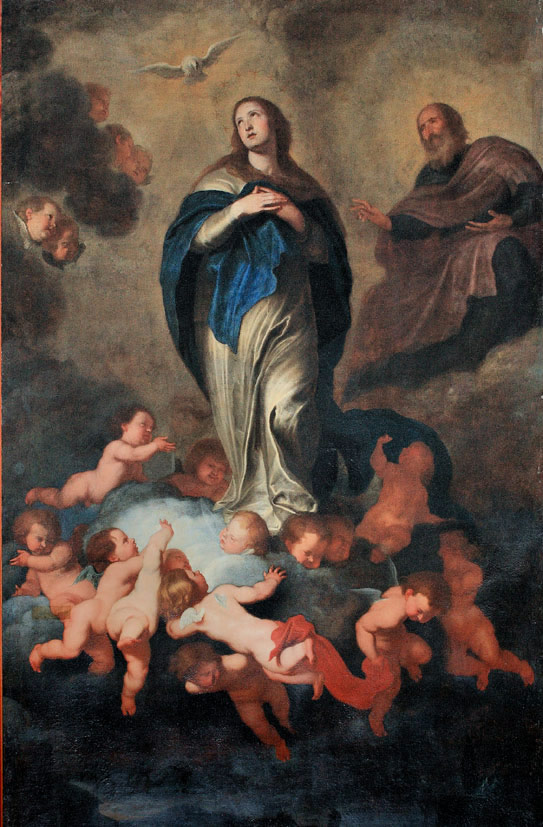
Immacolata Concezione, chiesa di Sant'Anna la Misericordia di Palermo.

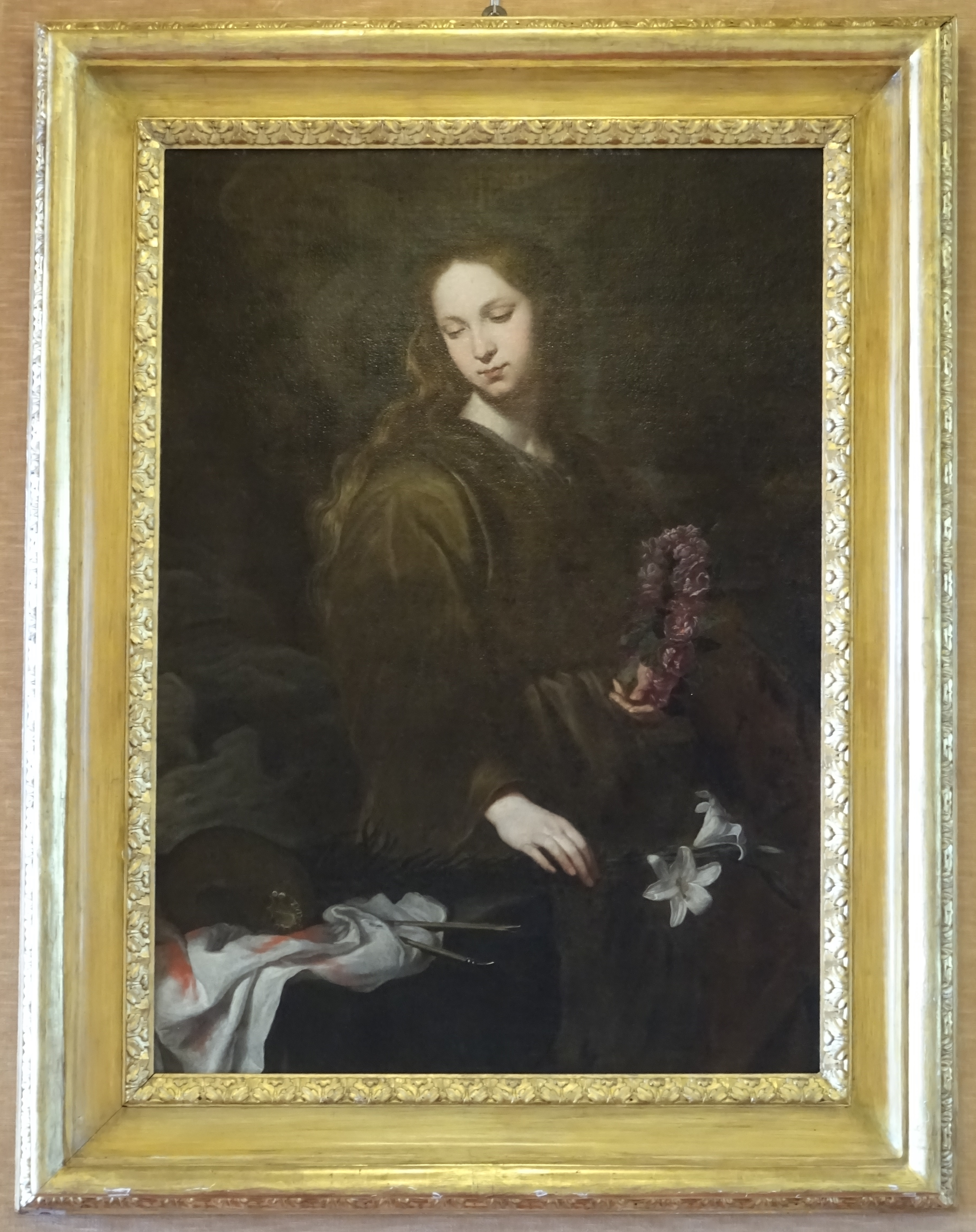
Santa Rosalia, collezione Banca Carige di Genova.

Geronimo Gerardi nome originale  Hyeronimus Gerards (Anversa, 1595 – Trapani, 1648) è stato un pittore fiammingo che visse lungamente in Sicilia.

## Biografia
Da giovane entrò in contatto con la bottega del Rubens e con il conterraneo Antoon van Dyck.
A partire dal 1620 fu in Sicilia, a Palermo e a Trapani, e in quest'ultima città fu dal 1631 console fiammingo, rimanendovi fino alla morte..
In quegli anni fu in rapporti con altri pittori fiamminghi in Sicilia come Giovanni Basquens e  con Antoon Van Dyck, durante il suo periodo palermitano.
Lo storico dell'arte Giovanni Mendola ritiene che il suo nome debba essere l'italianizzazione di Guglielmo Walsgart,che inizialmente si riteneva altro pittore .

## Opere
- 1641, Miracolo di Sant'Isidoro Agricola, collezione privata.[4]

### Palermo e provincia

#### Caltavuturo
- 1660c., Immacolata Concezione, dipinto su tela, opera custodita nella cappella eponima del duomo dei Santi Apostoli Pietro e Paolo.

#### Cefalù
- 1638 - 1643, Madonna col Bambino e i santi Ignazio di Loyola e Francesco Saverio, Vescovado di Cefalù

#### Ciminna
- 1627, Santa Rosalia, assistita dalla Vergine, intercede affinché allontani la peste, olio su tela, opera custodita nella Chiesa Madre.

#### Palermo
- XVII secolo, Natività, dipinto, opera presente nell'oratorio del Rosario di San Domenico.
- 1628 - 1631, Immacolata Concezione, dipinto, opera custodita nella chiesa di Sant'Anna la Misericordia.[5][6]
- XVII secolo, Vergine che offre lo stendardo missionario a Sant'Ignazio di Loyola e a San Francesco Saverio, dipinto, opera custodita nel Convitto nazionale Giovanni Falcone.[7]
- 1638 - 1641, Madonna del Rosario con i santi  Domenico e Giacinto, galleria regionale di Palazzo Abatellis.
- XVII secolo, Santa Caterina d'Alessandria,[8] galleria regionale di Palazzo Abatellis.

#### Monreale
- 1638 - 1643, Madonna del Rosario, Basilica abbaziale di San Martino delle Scale. [9]

### Provincia di Messina

#### Motta d'Affermo
- XVII secolo, Immacolata Concezione, dipinto, opera custodita nel Chiesa di Maria Santissima degli Angeli.

### Trapani
- 1637, Immacolata concezione, dipinto, opera custodita nella chiesa dell'Immacolata Concezione del Collegio dei Gesuiti di Trapani.
- 1647, Madonna del Rosario con i Santi Domenico e Caterina da Siena, dipinto, opera custodita nella chiesa della Badìa Nuova di Trapani.[10]
- 1643 -  1644, I dodici apostoli, ciclo di dodici dipinti su tela proveniente dal Collegio Gesuitico, opere custodite nel museo regionale Agostino Pepoli di Trapani.[11]
- XVII secolo, Sant'Andrea, olio su tela, opera custodita nel museo regionale Agostino Pepoli di Trapani.
- XVII secolo, San Rocco e l'Angelo - nel museo regionale Agostino Pepoli di Trapani.
- XVII secolo, Immacolata, dipinto, opera custodita nella chiesa di San Francesco d'Assisi di Trapani.
- 1634, Adorazione dei pastori, olio su tela, opera custodita nella protobasilica cattedrale di San Lorenzo di Trapani.[12]
- XVIII secolo, Sacra Famiglia raffigurata con San Gioacchino e Sant'Anna, dipinto, opera custodita nella Cappella di Sant'Alberto degli Abbati della basilica santuario di Maria Santissima Annunziata di Trapani.

### Genova
Realizzate in Sicilia, e oggi a Genova:
- XVII secolo, Santa Rosalia, parte della collezione della Banca Carige di Genova.[1][13]
- XVII secolo, Sant'Orsola, parte della collezione della Banca Carige di Genova.[1]